# Parophryotrocha gesae
Parophryotrocha gesae är en ringmaskart som beskrevs av Hilbig och Blake 1991. Parophryotrocha gesae ingår i släktet Parophryotrocha och familjen Dorvilleidae. Inga underarter finns listade i Catalogue of Life.